# 1148
Évszázadok: 11. század – 12. század – 13. század
Évtizedek: 1090-es évek – 1100-as évek – 1110-es évek – 1120-as évek – 1130-as évek – 1140-es évek – 1150-es évek – 1160-as évek – 1170-es évek – 1180-as évek – 1190-es évek
Évek: 1143 – 1144 – 1145 – 1146 –  1147 – 1148 – 1149 – 1150 – 1151 – 1152 – 1153

## Események

### Határozott dátumú események
- június 24. – Akkónban a második keresztes hadjárat vezérei, lovagrendek nagymesterei és a Kis-Ázsiai keresztes államok uralkodóinak találkozóján elhatározzák Damaszkusz megtámadását.[1]
- július 24.– A keresztény sereg letáborozik Damaszkusz mellett.[2]
- július 28.– A Damaszkusz bevételére tett kísérlet csúfos kudarcot vall.[3][4]
- december 30. – IV. (Szent) Berengár, Aragónia hercege visszafoglalja Tortosa városát a móroktól.[5]

### Határozatlan dátumú események
- az év folyamán –
  - II. Géza magyar király a kerepesi vízi vámot a budai káptalannak adományozza, ami arra utal, hogy Pestet egykor folyóvíz fogta közre.[6]
  - II. Géza sereget indít sógora, II. Izjaszláv kijevi nagyfejedelem megsegítésére.[7]
  - I. Alfonz portugál király visszafoglalja Abrantes városát a móroktól.
  - III. (Szent) Hubert (III. Amadeus fia) lesz Savoya grófja (1188-ig uralkodik).
  - Domenico Morosini velencei dózse megválasztása.[8]

## Születések
- III. Honoriusz pápa († 1227)
- János latin császár († 1237)

## Halálozások
- március 30. – III. Amadeus savoyai gróf (* 1094 körül)